# Albert Czeczott

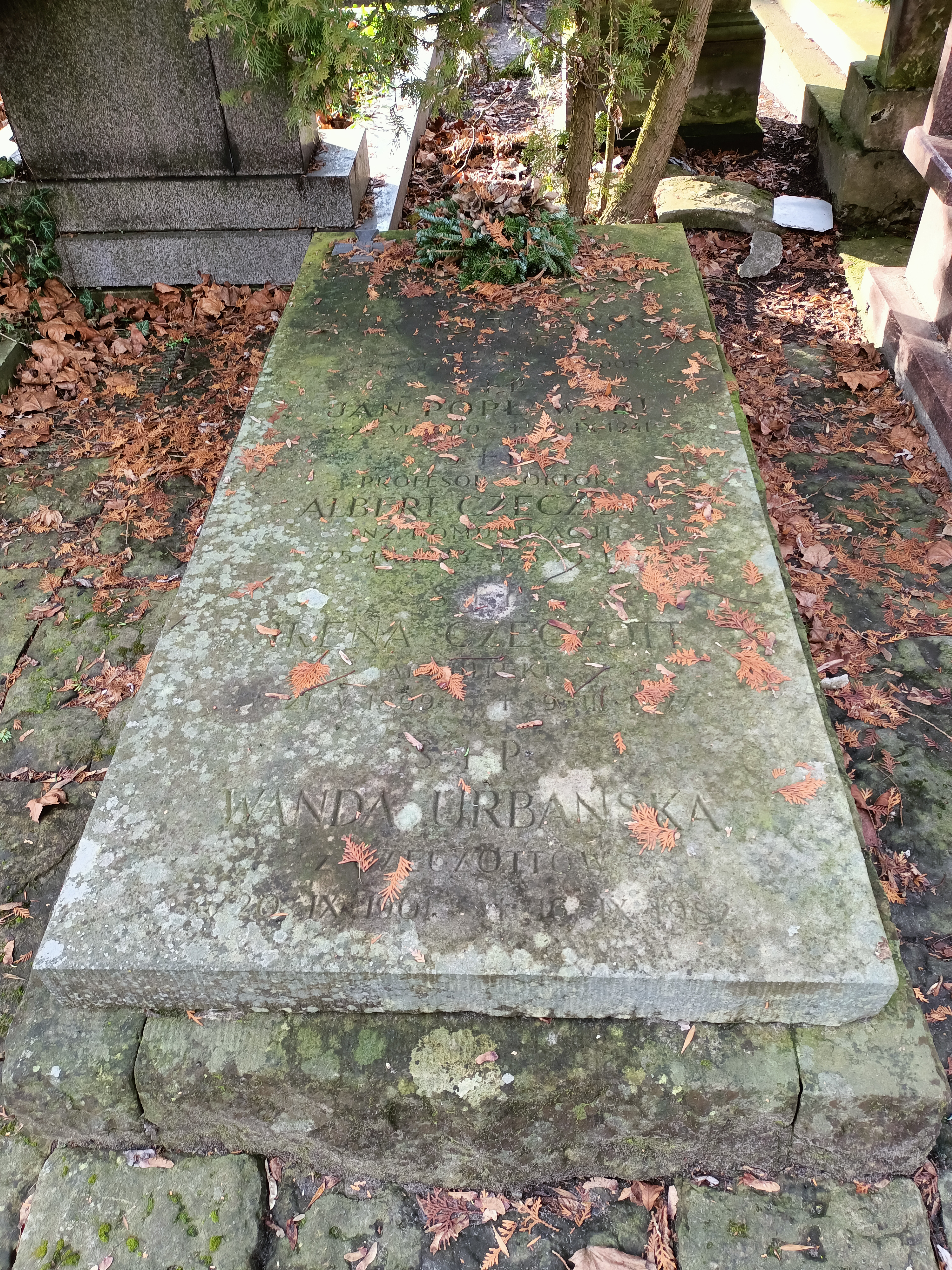
Grab auf dem Powązki-Friedhof

Albert Czeczott (russisch Альберт Оттонович Чечотт Albert Ottonowitsch Tschetschott; * 1. Apriljul. / 13. April 1873greg. in St. Petersburg; † 3. November 1955 in Warschau) war ein russisch-polnischer Ingenieur und Dampflokomotiv-Experte.

## Leben
Albert Czeczott war Sohn des adligen Neurologen und Psychiaters Otton Czeczott (1842–1924). Seine Geschwister waren der spätere Bergingenieur Henryk Czeczott (1875–1928) und die spätere Bildhauerin Maria verh. Poplawskaja (1870–1936).
Albert Czeczott schloss 1892 seine Schulbildung am 5. St. Petersburger Gymnasium ab und studierte dann an der St. Petersburger Hochschule für Verkehrsingenieurwesen (Abschluss 1897).
1904–1905 bot Czeczott ein Verfahren zum Ausgleich des Verlaufs von Eisenbahngleisen an. 1909 entwickelte er eine neue Methode zur Bestimmung der Geschwindigkeit und Fahrzeit eines Eisenbahnzuges unter Berücksichtigung seiner Trägheit. Die Czeczott-Methode ermöglichte die Herstellung von Diagramm-Tafeln zur Bestimmung von Geschwindigkeit und Fahrzeit, die auch vom einfachen Bahnpersonal benutzt werden konnten. Im Zusammenhang damit veröffentlichte er 1910 das Buch Neue Methode zur Berechnung der Zeit von Destillationen. 1911 schlug er den Einsatz von Verbunddampflokomotiven mit Heißdampf vor. Zu seinen Ehren erhielten die entsprechend gebauten Dampflokomotiven den Index tsch. 1914 wurde er auf den Dampflokomotiven-Lehrstuhl der St. Petersburger Hochschule für Verkehrsingenieurwesen berufen.
Nach der Oktoberrevolution und dem Russischen Bürgerkrieg emigrierte Czeczott 1922 nach Polen. 1927 wurde er Dozent an der Technischen Universität Warschau. 1928 wechselte er ins Warschauer Verkehrsministerium, wo er das Fahrverhalten von Lokomotiven untersuchte. Auf seine Initiative wurde dort ein entsprechendes Forschungslaboratorium eingerichtet. Insbesondere wurde dort eine neue Methode zur Untersuchung der zusätzlichen Fahrwiderstände von Lokomotiven entwickelt. Bis 1938 wurden die Daten von 26 verschiedenen Lokomotiv-Typen festgestellt.
1933 leitete Czeczott in Rumänien den Bau eines Messlaboratoriums zur Untersuchung von Lokomotiven. 1934–1937 arbeitete er in Teheran beim Bau der Transiranischen Eisenbahn mit. Während der Deutschen Besetzung Polens 1939–1945 führte er theoretische Arbeiten zu Hause durch.
Bald nach der Befreiung Warschaus durch die Rote Armee im Februar 1945 kehrte Czeczott ins Verkehrsministerium Polens zurück. Er entwickelt eine neue Methode zur Überprüfung von Lokomotiven, die dann allgemein eingeführt wurde. 1951 wechselte er ins gerade gegründete Eisenbahnforschungsinstitut, wo er ein Rauchgas- und Dampf-Laboratorium einrichtete.

## Ehrungen
- Ritter des Ordens Polonia Restituta
- Goldenes Verdienstkreuz der Republik Polen (zweimal)